# Dachine Rainer
Vista da sepultura.
Dachine Rainer (nascida Sylvia Newman; 13 de janeiro de 1921 - 19 de agosto de 2000) foi uma escritora inglesa nascida nos Estados Unidos.

## Trabalhos selecionados
- Fora do Tempo (1948)
- Giornale de Venezia (Estudos de Salzburgo em Literatura Inglesa. Drama Poético e Teoria Poética, 167), 1996 ISBN 3-7052-0964-7
- A Pousada Desconfortável (1960)[2]